# Ороферн Нікіфор
Ороферн Нікіфор (*Oρoφέρνης Nικηφόρoς, д/н — бл. 156 до н. е.) — цар Каппадокії у 160—156 роках до н. е.

## Життєпис
Походив з династії Аріаратідів. Один із старших синів Аріарата IV, царя Каппадокії. Його матір'ю, можливо, була Антіохіда з династії Селевкідів. Незадовго перед смертю внаслідок інтриг відправив Ороферна до Пріжни в Іонії, а молодшого брата — Мітрідата оголосив спадкоємцем трону.
У 162 році до н. е. Ороферн перебрався до двору сирійського царя Деметрія I. Скориставшись конфліктом останнього з капподокійським царем Аріаратом V (таке ім'я взяв Мітрідат), Ороферн запропонував Деметрію I 1 тис. талантів за допомогу в захопленні трону Каппадокії. 160 року за допомогою сирійських військ повалив Аріарата V, ставши царем. Невдовзі сплатив 600 талантів Деметрію Сотеру.
У 159 році до н. е. війська Пергама повалили Ороферна, відновивши Аріарата V. Але у 158 році до н. е. Ороферн вдруге повалив брата, знову ставши царем. Аріарат V вирушив до Риму по допомогу. Своєю чергою цар Ороферн відправив послів Тимофія і Діогена до Риму. Втім зрештою останні не змогли переконати сенат у правах Ороферна на одноосібне панування. У 157 році до н. е. на вимогу римлян Ороферн вимушений був розділити владу над Каппадокією разом з Аріаратом V. Водночас подав позику місту Прієна, сподіваючись знайти там притулок. Але 156 року до н. е. Ороферн раптово помер.